# Filentoma pitbruna
La filentoma pitbruna (Philentoma velata) és un ocell de la família dels vàngids (Vangidae).

## Hàbitat i distribució
Habita els boscos de la Península Malaia, Sumatra, Java i Borneo.